# هاري ميلينغتون
هاري ميلينغتون هو سياسي أسترالي، ولد في 24 أبريل 1875، وتوفي في 25 أكتوبر 1951. انتخب عضو الجمعية التشريعية لأستراليا الغربية ‏.